# Valkse
Valkse är en by i nordvästra Estland. Den ligger i Lääne-Harju kommun i landskapet Harjumaa, 27 km sydväst om huvudstaden Tallinn. Antalet invånare var 138 år 2011. Innan kommunreformen 2017 tillhörde byn Keila kommun. Valkse ligger utmed E265 (Riksväg 8) mellan städerna Paldiski och Keila.
Valkse ligger 36 meter över havet och terrängen runt Valkse är mycket platt. Runt Valkse är det ganska glesbefolkat, med 39 invånare per kvadratkilometer. Närmaste stad är Keila, 4 km öster om Valkse. Omgivningarna runt Valkse är en mosaik av jordbruksmark och naturlig växtlighet.
Inlandsklimat råder i trakten. Årsmedeltemperaturen i trakten är 3 °C. Den varmaste månaden är juli, då medeltemperaturen är 16 °C, och den kallaste är januari, med −11 °C.